# 부사 (품사)
부사(副詞) 혹은 어찌씨는 품사의 하나로, 동사, 형용사에 해당하는 용언과 부사, 그리고 문장 전체를 수식하는 수식어이다. 명사를 수식하는 역할은 형용사나 관형사가 수행한다.
부사는 일반적으로 "언제, 어디서, 어떻게"에 대하여 설명하게 된다.

## 부사

### 기능에 따른 분류

##### 성분 부사
문장의 한 성분(成分)을 꾸며 주는 부사로, 성상 부사·지시 부사·부정 부사 등이 여기에 속한다.
① 성상 부사(性狀副詞)：'어떻게'라는 방식으로 용언을 꾸미는 부사로, '매우·빨리·잘' 등이 있다.
② 지시 부사(指示副詞)：시간·처소, 또는 특정한 대상을 가리키는 부사로, '이리·저리·그때·내일·일찍·이미' 등이 있다.
③ 빈도 부사(頻度副詞)：용언의 행위를 행하는 빈도를 나타내는 부사로, '가끔·늘·항상·거의' 등이 있다.
④ 부정 부사(否定副詞)：용언의 뜻을 부정하는 부사로, '아니·잘못·못' 등이 있다.
⑤ 의성 부사(擬聲副詞)：사물의 소리를 표현하는 부사로, '철썩철썩·딸랑딸랑·펑펑,탁탁탁,툭툭,탕탕' 등이 있다.
⑥ 의태 부사(擬態副詞)：사물의 모양을 표현하는 부사로, '울긋불긋·꾸불꾸불·똥글똥글' 등이 있다.

##### 문장 부사
문장(文章) 전체를 꾸며 주는 부사.
① 양태 부사(樣態副詞)：말하는 이의 태도를 표현하는 부사로, '제발·설마·과연·만약·결코' 등이 있다.
② 접속 부사(接續副詞)：문장이나 단어를 이어 주며 뒷말을 꾸미는 부사로, '그러나·그리고·또는·즉·요컨대·및' 등이 있다.

### 형성 방식에 따른 분류
① 본래 부사(本來副詞)：다른 품사에서 전성되어 오지 않은 부사로, '아주', '매우' 가 예이다.
② 전성 부사(轉成副詞)：본래 다른 품사였던 단어가 어형이 바뀌어 형성된 부사이다. '빨리', '다행히' 등이 예이다. 부사형 동사나 형용사와는 다르다.

## 부사의 특징
형태가 변하지 않으며, 격조사는 취하지 않지만 보조사는 취한다.